# ヨジップ・ドルミッチ
- ヨシップ・ドゥルミッチ

ヨジップ・ドルミッチ（クロアチア語: Josip Drmić、1992年8月8日 - ）は、スイス・ラッヒェン出身のサッカー選手。NKディナモ・ザグレブ所属。スイス代表。ポジションはFW。
両親はクロアチア出身。また、実兄に主にスイスで活躍したイゴール・ドルミッチがいる。

## 経歴

### チューリッヒ
スイスのFCチューリッヒのユース出身で、すぐにリザーブチームで出場機会を得る。2010年2月6日のヌーシャテル・ザマックス戦で途中出場しトップチームデビュー。2012年2月4日のFCルツェルン戦で初ゴールを決めた。
2012-13シーズンはリーグ戦で31試合13得点、カップ戦を含めると19得点を挙げる活躍を見せる。

### ニュルンベルク
2013年7月、前シーズンの活躍に目をつけた1.FCニュルンベルクに4年契約で加入。8月18日のヘルタ・ベルリン戦で初ゴールを記録すると、その後も不調に苦しむチームの中で得点を量産。移籍1年目で二桁得点を記録する。なお、ニュルンベルクで二桁得点を達成したのは2009-10シーズン、同じくスイス代表のアルベルト・ブニャクが12得点を挙げて以来4年ぶりのことであった。

### レバークーゼン
ニュルンベルクの降格に伴い、2014年5月12日にバイエル・レバークーゼンに移籍することが発表された。

### ボルシア・メンヒェングラートバッハ
2015年6月17日、ボルシア・メンヒェングラートバッハに移籍した。8月10日、DFBポカール1回戦のFCザンクトパウリとの試合で移籍後公式戦初出場を果たし、5日後の0-4と大敗したボルシア・ドルトムント戦でリーグデビュー。移籍後初ゴールは、11月28日のTSGホッフェンハイム戦。しかし、シーズンを通しての得点はこれのみであった。

#### ハンブルガー（レンタル）
2016年2月1日、出場機会を得る為に、ハンブルガーSVにシーズン終了までレンタル移籍をした。2月27日、FCインゴルシュタットとの試合で初得点を記録したが、その後、膝関節の怪我を負い残りの試合を棒に振った。

### ノリッジ・シティ
2019年6月24日、ノリッジ・シティFCに移籍することが発表された。

#### HNKリエカ（レンタル）
2021年2月5日、HNKリエカにシーズン終了までのレンタルで移籍した。
2021年7月6日、HNKリエカに再びレンタル移籍した。

### ディナモ・ザグレブ
2022年6月7日、NKディナモ・ザグレブに移籍した。

### 代表
スイス代表として各年代でプレーし、2012年ロンドンオリンピックのメンバーにも選ばれた。
2012年9月11日、アルバニア代表戦でA代表初出場を記録。2014年3月6日のクロアチア代表戦で初ゴールを含む2得点を挙げた。

## 代表歴

### 出場大会
- スイス代表
  - 2014 FIFAワールドカップ
  - 2018 FIFAワールドカップ

### 試合数
- 国際Aマッチ 35試合 10得点（2012年-2019年）[6]

| スイス代表 | 国際Aマッチ | 国際Aマッチ |
| 年         | 出場        | 得点        |
| ---------- | ----------- | ----------- |
| 2012       | 1           | 0           |
| 2013       | 3           | 0           |
| 2014       | 12          | 4           |
| 2015       | 9           | 4           |
| 2016       | 0           | 0           |
| 2017       | 1           | 1           |
| 2018       | 6           | 1           |
| 2019       | 3           | 0           |
| 通算       | 35          | 10          |